# Église d'Östersundom
L'église d'Östersundom (en finnois : Östersundomin kirkko, en suédois : Östersundoms kyrka) est actuellement la plus ancienne église d'Helsinki la capitale de la Finlande. 
Jusqu'en 2009 elle appartient à Sipoo et depuis elle fait partie du quartier d'Östersundom à Helsinki. 

## Description
L'église d'Itäsalmi (maintenant Östersundom) est construite pour les besoins des habitants des villes environnantes, la salle de prière date du XVIIe siècle mais la date exacte de construction est inconnue.
Au début des années 1690, la salle de prière est appelée chapelle d'Östersundom bien qu'Östersundom n'ait pas reçu officiellement le statut paroissial.
Au XVIIe siècle, la "paroisse" couvre les villes de Itäsalmi, Granö, Talosaari, Gumböle et Kärr ainsi que les quartiers d'Helsinki administrés par Sipoo: Puotila, Vuosaari, Mellunkylä, Länsisalmi, Westerkullan kartano, Hakunila et Sotunki,.
Durant la Grande colère la chapelle est très endommagée et après la Petite colère  au milieu du XVIIIe siècle elle est en si mauvais état qu'il faut la détruire. 
En 1753 et 1754 on construit une nouvelle chapelle qui est restaurée en 1895 et lui construit notamment un nouveau clocher. 
En 1912 on y installe le chauffage central et en 1948 un éclairage électrique. 
L'orgue est acheté en 1969. 
En 2003 les installations électriques sont rénovées, la chapelle est repeinte et la chapelle est renommée église de Östersundom.
Le retable est peint en 1934 par Hjördis Nyberg. 
L'Ex-voto du mur nord représente Gustave II Adolphe de Suède et Charles XII de Suède au pied de la croix du Christ.
L'église de Östersundom est rattachée en 2009 à la paroisse de Mikael d'Helsinki.